# Премія Девіда Роббінса (AMS)
Пре́мія Де́віда Ро́ббінса (англ. David P. Robbins Prize) — премія з математики від Американського математичного товариства (AMS). Нагороду названо на честь Девіда П. Роббінса, математика з Інституту оборонного аналізу (IDA), чиї роботи значною мірою засекречені та який помер у 2003 році.
Премія присуджується за видатні роботи в галузі алгебри, комбінаторики або дискретної математики з експериментальною складовою. Тема публікації не повинна бути надто специфічною (доступною для широкого кола читачів), а сама публікація повинна характеризуватися чітким викладом та простим поясненням проблеми.
Розмір премії становить 5000 доларів США і вручається вона один раз на три роки.

## Лауреати нагороди
- 2025 : Софі Мор'є-Женуд (фр. Sophie Morier-Genoud) і Валентин Овсієнко (фр. Valentin Ovsienko) за їхню статтю q-deformed rationals and q-continued fractions, Forum of Mathematics[en], Sigma, 8 (2020), Paper No. e13, 55 pp[1].
- 2022 : Алін Бостан (фр. Alin Bostan), Ірина Куркова (фр. Irina Kurkova) і Кіліан Рашель (фр. Kilian Raschel) за їхню статтю A human proof of Gessel's lattice path conjecture,  Transactions of the American Mathematical Society, 369 (2017), 1365—1393[2].
- 2019 : Роджер Беренд (англ. Roger Behrend), Ельзе Фішер[en] і Матьяж Конвалінка (чеськ. Matjaž Konvalinka) за їхню статтю Diagonally and antidiagonally symmetric alternating sign matrices of odd order, Advances in Mathematics[en] 315:324–365, 2017[3].
- 2016 : Мануель Кауерс[en], Крістоф Кутчан[en] і Дорон Зейльбергер[en] за їхню статтю Proof of George Andrews's and David Robbins's q-TSPP conjecture, Proceedings of the National Academy of Sciences of the United States of America (PNAS) 108(6) pp. 2196–2199[4].
- 2013 : Олександр Разборов[en] за його статтю On the minimal density of triangles in graphs, Combinatorics, Probability and Computing[en] 17(4):603–618, 2008[5].
- 2010 : Ілеана Штрейну за її статтю Pseudo-triangulations, rigidity and motion planning, Discrete & Computational Geometry[en] 34(4):587–635, 2005[6].
- 2007 : Семюел Фергюсон[de] і Томас Гейлз[en] за їхню статтю A proof of the Kepler conjecture, Annals of Mathematics, 162:1065–1185, 2005[7].